# Кожемякин, Александр Владимирович
Александр Владимирович Кожемякин (1905, Клинцы — 1998) — советский военачальник, полковник, командир 45-й смешанной авиационной дивизии и 307-й штурмовой авиационной дивизии, почётный гражданин города Лида.

## Биография
Окончил три класса церковно-приходской школы. В 1925—1928 годах обучался в военно-теоретической школе ВВС РККА в Ленинграде. В 1933 году назначен командиром звена 1-й штурмовой эскадрильи Ленинградского военного округа.
1 ноября 1940 года назначен командиром 210-го ближнебомбардировочного авиационного полка 45-й смешанной авиационной дивизии Одесского военного округа.
В первые месяцы войны бомбардировочный полк под командование майора, в дальнейшем подполковника, Кожемякина участвовал в боевых действиях на Южном фронте. Командир полка совершил лично 6 боевых вылетов на Су-2 и «за отличное руководство боевой работой полка и успешное выполнение боевых заданий на фронте борьбы с германским фашизмом» награжден орденом Ленина.
18 октября 1941 года назначен командиром 45-й смешанной авиационной дивизии. Руководил дивизией во время проведения Донбасско-Ростовской, Ростовской и Барвенково-Лозовской операций. 16 января 1942 года присвоено звание полковника.
25 марта 1942 года полковник Кожемякин назначен заместителем командующего ВВС 12-й армии.
В мае 1942 назначен заместителем командира 230-й штурмовой авиационной дивизии. Руководил частями дивизии при проведении Воронежско-Ворошиловградской операции. В период с 9 декабря 1942 года по 6 января руководил оперативной истребительно-штурмовой группой и «за правильное руководство боевой работой частей, за умелое воспитание личного состава в духе непримиримой борьбы с немецкими оккупантами, за неустанную работу в деле изучения и организации боевой работы частей 230-й штурмовой авиадивизии» награжден орденом Отечественной войны II степени.
В марте 1943 года назначен командиром 307-й штурмовой авиационной дивизии. Руководил формированием дивизии и боевыми действиями полков дивизии во время проведения Орловской наступательной операции и «за хорошее руководство боевой работой частей дивизии, способствующей успешному продвижению наземных войск на Орловском направлении» награжден орденом Красного Знамени.
Осенью-зимой 1943 года дивизия под командованием полковника Кожемякина отличилась при овладении городами Езерище, Городок и за успешно проведенную операцию по прорыву сильно укрепленной обороны немцев к югу от города Невель награждена орденом Красного Знамени.
Летом 1944 года летчики дивизии под командованием полковника Кожемякина совершили 643 боевых вылета во время проведения Витебско-Оршанской операции. За отличие в боях при овладении городом и оперативно важным железнодорожным узлом Орша 154-му гвардейскому штурмовому и 621-му штурмовому авиационным полкам присвоено почётное наименование «Оршанский», а 893-му штурмовому авиационному полку за отличие в боях за овладение городом Витебск присвоено почётное наименование «Витебский». Лично командир дивизии совершил 2 боевых вылета на Ил-2 и «за хорошую организацию и руководство боевой работой частей дивизии» награжден вторым орденом Красного Знамени.
Дивизия под командованием полковника Кожемякина отличилась во время проведения Минской наступательной операции и за отличие в боях при овладении городом Лида присвоено почётное наименование «Лидской».
Летом 1944 года полковник Кожемякин командовал 307-й штурмовой авиационной Лидской Краснознаменной дивизией во время проведения Каунасской, Вильнюсской и Шауляйской наступательных операций на 2-м Белорусском фронте.
В ноябре 1944 года «за долголетнюю и безупречную службу в Красной Армии» награжден орденом Красной Звезды.
В составе войск 1-го Украинского фронта дивизия под командованием полковника Кожемякина отличилась в боях по освобождении городов Ченстохова, Радомско, Пшедбуж, Краков, Катовице, Сосновец, Бендзин, Домброва-Бялостоцка, Челядзь и Мысловице и за проявленные при этом доблесть и мужество награждена орденом Суворова II степени. Командир дивизии «за хорошую организацию и руководство боевой работой дивизии, … четкую организацию взаимодействия штурмовиков с наземными частями» награжден орденом Богдана Хмельницкого II степени.
После окончания войны полковник Кожемякин продолжал командовать 307-й штурмовой авиационной Лидской Краснознаменной ордена Суворова дивизией до октября 1945 года в составе советских войск в Чехословакии и Австрии. 6 мая 1946 года награжден третьим орденом Красного Знамени. В 1947—1948 годах командовал бомбардировочной дивизией в городе Порт-Артур. 2 сентября 1948 года уволен в запас.